# Golfo di İzmit
Il golfo di İzmit (in turco İzmit Körfezi), detto anche baia di İzmit, è una profonda insenatura all'estremità orientale del Mar di Marmara, nell'omonimo distretto della provincia turca di Kocaeli. Nell'antichità era noto prima come golfo di Astaco e successivamente come golfo di Nicomedia.
Il golfo prende il nome dalla città di İzmit; altre città che si affacciano sul golfo sono Gebze, Körfez, Gölcük, and Altınova. Esso si estende in direzione est-ovest per 48 km mentre nella direzione nord-sud la sua larghezza varia da 2÷3 km fino a un massimo di 10 km.
Esso è attraversato nel suo punto più stretto dal ponte sospeso Osman Gazi, lungo 2682 metri.
Il 17 agosto 1999, un fortissimo terremoto di magnitudo 7.4 (scala Richter) ha colpito l'area intorno al Golfo, provocando più di 15 000 morti.